# Gianni Dal Maso
Gianni Dal Maso (Vicenza, 1954) è un matematico italiano.

## Biografia
Gianni Dal Maso è professore ordinario di analisi matematica presso la Scuola Internazionale Superiore di Studi Avanzati di Trieste; è stato allievo di Ennio De Giorgi presso la Scuola Normale di Pisa dove ha conseguito diploma e perfezionamento.

## Produzione scientifica
L'attività scientifica di Gianni Dal Maso ruota principalmente attorno a varie tematiche inerenti al calcolo delle variazioni e alle equazioni differenziali alle derivate parziali, con applicazioni alla meccanica, alla teoria dell'elasticità, e ai problemi di ricostruzione delle immagini. In generale, la varietà di problemi di cui Dal Maso si è occupato è molto vasta, e copre molti settori diversi di questi campi di studio.
In una prima parte della sua carriera ha ampiamente sviluppato le tematiche dell'allora nascente teoria della Gamma-convergenza ottenendo notevoli e originali risultati sul comportamento asintotico dei problemi variazionali e di omogeneizzazione, sul rilassamento e la semicontinuità dei funzionali integrali, sulle proprietà fini delle soluzioni di problemi con ostacolo, sui problemi di ottimizzazione di forma, sul comportamento limite di successioni di problemi con domini irregolari.
Negli anni i suoi interessi si sono orientati anche verso tematiche più applicative. Si ricordano in particolare i suoi risultati di regolarità  sui problemi di segmentazione delle immagini e la sua teoria delle evoluzioni quasi statiche in problemi di meccanica delle fratture e di plasticità.
Tratto distintivo di tutta la produzione di Dal Maso è l'altissimo livello di raffinatezza tecnica raggiunto, con il quale si riescono a trattare problemi ostici in condizioni di spesso sorprendente generalità miscelando in modo sofisticato metodi di analisi reale, teoria geometrica della misura, calcolo delle variazioni e analisi funzionale.

## Riconoscimenti
Dal Maso è stato insignito di numerosi riconoscimenti, tra i quali si segnalano, il premio Caccioppoli nel 1990, la medaglia dei XL per la Matematica nel 1996, il premio del Ministro della Pubblica Istruzione per la Meccanica e la Matematica dell'Accademia Nazionale dei Lincei nel 2003, il Premio Amerio nel 2005. Nel 2002 è stato EMS Lecturer mentre nel 2011 si è aggiudicato uno dei prestigiosi grant del Consiglio Europeo della Ricerca (European Research Council Advanced Grant).
Dal Maso è membro dell'editorial board di numerose riviste internazionali, tra le quali Archive for Rational Mechanics and Analysis, Advances in Calculus of Variations, SIAM Journal on Mathematical Analysis, Annali di Matematica Pura ed Applicata.
È uno degli esperti nel settore del Calcolo delle variazioni di maggiore impatto nella letteratura matematica internazionale, con oltre 2800 citazioni, al marzo 2013, sul database "Mathematical Reviews" dell'American Mathematical Society) e Indice H pari a 27 secondo la banca dati Thomson ISI.